# Élisabeth Schemla
 (décembre 2016).
Si vous disposez d'ouvrages ou d'articles de référence ou si vous connaissez des sites web de qualité traitant du thème abordé ici, merci de compléter l'article en donnant les références utiles à sa vérifiabilité et en les liant à la section « Notes et références ».
Élisabeth Schemla, née à Alger en 1948, est une journaliste et écrivain française.

## Biographie
Élisabeth Schemla est diplômée de l'Institut des hautes études de défense nationale (IHEDN).
Elle fait ses premiers pas à la rédaction de L'Express dans la première moitié des années 1970, d'abord au service politique, puis en tant que grand reporter couvrant de nombreux théâtres de crise. À la suite du rachat du journal par Jimmy Goldsmith, elle quitte L'Express en 1977 et entre au Nouvel Observateur où elle restera près de vingt ans, grand reporter puis rédactrice en chef, notamment chargée de la responsabilité de la « une » de ce magazine.
Sensible à la cause des femmes, elle traite aussi de sujets de société, le sida ou les débats sur le voile. Elle a reçu 3 des plus grands prix français de journalisme pour son travail sur ces sujets. C'est elle, notamment, qui a réalisé la fameuse interview de Jean-Paul Aron. Elle se montre très sensible également aux questions de l'antisémitisme, de la Shoah et d'Israël. Elle réalise des reportages de politique étrangère sur tous les sujets chauds de l'actualité et notamment l'Espagne qu'elle couvre pendant la décennie de transition du franquisme vers la démocratie. Elle publie en 1993 un livre consacré à l'expérience d'Édith Cresson à la tête du gouvernement, dans lequel elle présente l'ancienne Premier ministre comme une victime du machisme du monde politique. Elle poursuit parallèlement sa carrière de journaliste et celle d'écrivain : d'autres livres suivront, sur l'Algérie et le Proche-Orient notamment.
Après un désaccord sur la question israélo-palestinienne, elle quitte la rédaction en chef du Nouvel Observateur en 1996. Elle rejoint à nouveau L'Express en tant que directrice-adjointe de la rédaction, aux côtés de Denis Jeambar, en 1996-1997.
Elle fonde ensuite, avec Nicole Leibowitz, un journal en ligne d'information sur le Proche-Orient, Proche-orient.info, qui fermera en 2006 après avoir été en pointe sur des sujets comme le racisme sur internet, l'islamisme en France et le retour de l'antisémitisme.
En 2009, elle gagne le procès qu'elle intente contre Dieudonné pour diffamation. Elle est par contre condamnée pour diffamation, le 25 mars 2005, pour avoir attribué à Patrick Farbiaz, attaché parlementaire de Noël Mamère, l’expression « vive le Hamas, le Hamas vaincra ». 
En 2013, elle publie l'ouvrage Islam, l'épreuve française, dans lequel elle dénonce la radicalisation de l'islam en France.
Elle est conseillère municipale d'opposition à Trouville-sur-Mer, depuis 2014, élue en deuxième position sur la liste emmenée par Henri Luquet (sans étiquette), qui place trois élus (27,15 % au second tour).
En 2017, son ouvrage Les Homos sont-ils des Hétéros comme les autres ? est publié aux éditions de l'Observatoire. Elle y aborde les différents aspects rencontrés durant son investigation et liés au débat autour de la PMA et de la GPA, au mariage homosexuel, etc.. Mêlant témoignages de personnalités, plus ou moins connues, à son histoire personnelle, elle qualifie cet essai de livre d'expérience.

## Publications
- 1993 : Édith Cresson, la femme piégée, Flammarion, 345 p.  (ISBN 2-08-066840-4)
- 1995 : Une Algérienne debout : Entretiens avec Élisabeth Schemla, Khalida Messaoudi, Flammarion, 213 p.  (ISBN 2-08-067154-5) ; « J'ai lu » (no 4077), 252 p.  (ISBN 2-277-24077-X)
  - 1998 : (en) Unbowed: An Algerian Woman Confronts Islamic Fundamentalism, trad. Anne C. Vila, University of Pennsylvania Press, 166 p.  (ISBN 0-8122-3449-9 et 0-8122-1657-1)
- 2000 : Mon journal d'Algérie : Novembre 1999-janvier 2000, Flammarion, 352 p.  (ISBN 2-08-067113-8)
- 2001 : Ton rêve est mon cauchemar : Les six mois qui ont tué la paix, Flammarion, 309 p.  (ISBN 2-08-068183-4)
- 2006 : Halte aux feux : Proche-Orient, antisémitisme, médias, islamophobie, communautarisme, banlieues, avec Pascal Boniface, Flammarion, 337 p.  (ISBN 2-08-069009-4)
- 2012 : Pour le meilleur et pour le pire, Cinq femmes entre amour et politique, avec Nicole Leibowitz, Flammarion
- 2013 : Islam, l'épreuve française, Plon, 272 p.  (ISBN 2-259-22046-0)
- 2017 : Les Homos sont-ils des Hétéros comme les autres ? . Éditions de l'Observatoire, 250 p.   (ISBN 979-10-329-0024-6)